# Centro Cultural Rodrigues de Faria
O Centro Cultural Rodrigues de Faria, instalado na antiga Escola Primária Rodrigues de Faria, situa-se na freguesia de Forjães, no Município de Esposende.

## História
O edifício foi construído da década de 1920 para albergar a Escola Primária. Foi integralmente pago pelo benemérito António Rodrigues Alves de Faria. A inauguração foi a 23 de Dezembro de 1934.
Foi considerada a melhor escola do país.[carece de fontes?] Tinha auditório, ginásio e cantina, foi visitada por António Salazar. Em 2001 a escola primária fechou e o edifício foi reconvertido em sede da junta de freguesia e centro cultural.
O projecto de arquitectura (1992) relativo à recuperação e adaptação é da autoria do arquiteto António Geada.

## Painéis de azulejo
O interior do edifício está decorado com uma riquíssima colecção de azulejos da autoria de Jorge Colaço que invocam os grandes feitos da pátria portuguesa. Os azulejos foram elaborados em Forjães entre Março e Setembro de 1933.
Os temas são Camões e os Lusíadas, O Tritão, O piloto cristão, A descoberta do Brasil, África e o Oriente e As grandes batalhas. Além dos painéis estão representados em cartelas escritores e personalidades portuguesas.

## As grandes batalhaspor Jorge Colaço

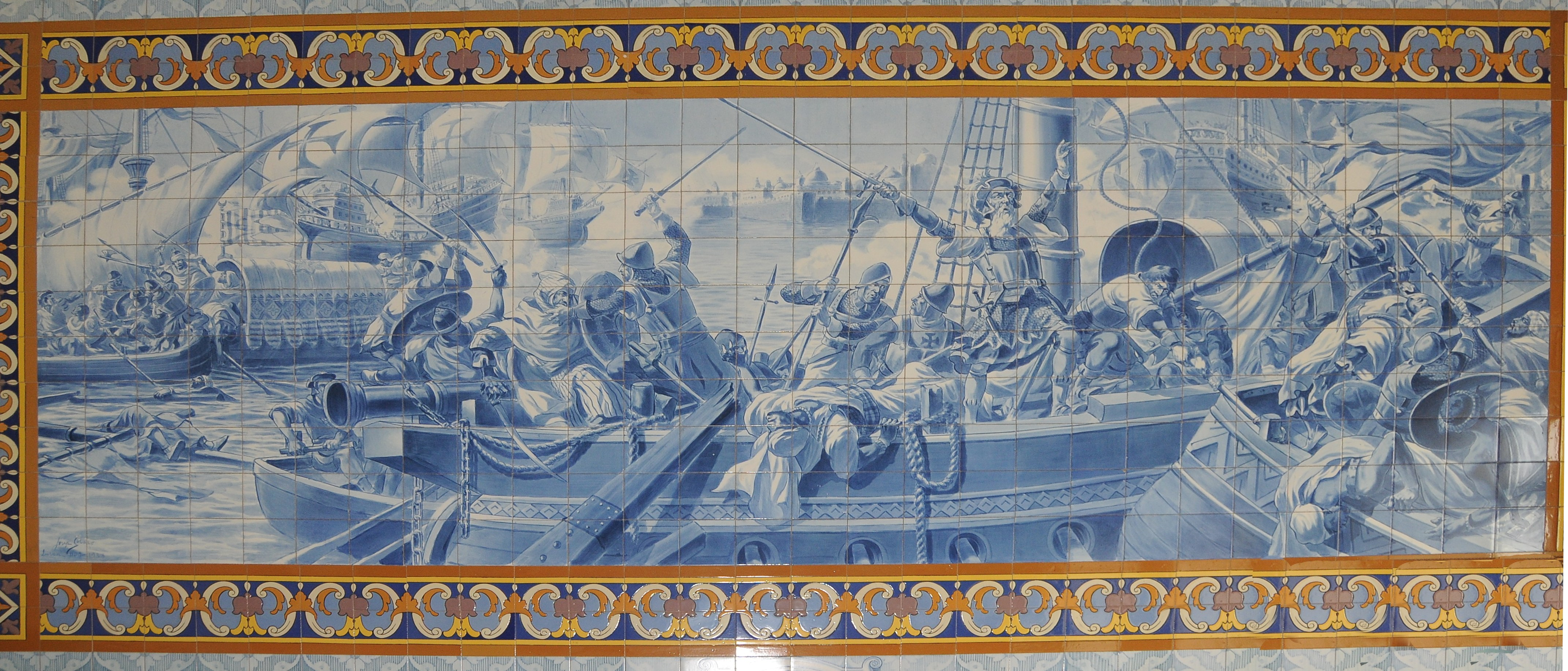
Afonso de Albuquerque em Ormuz.
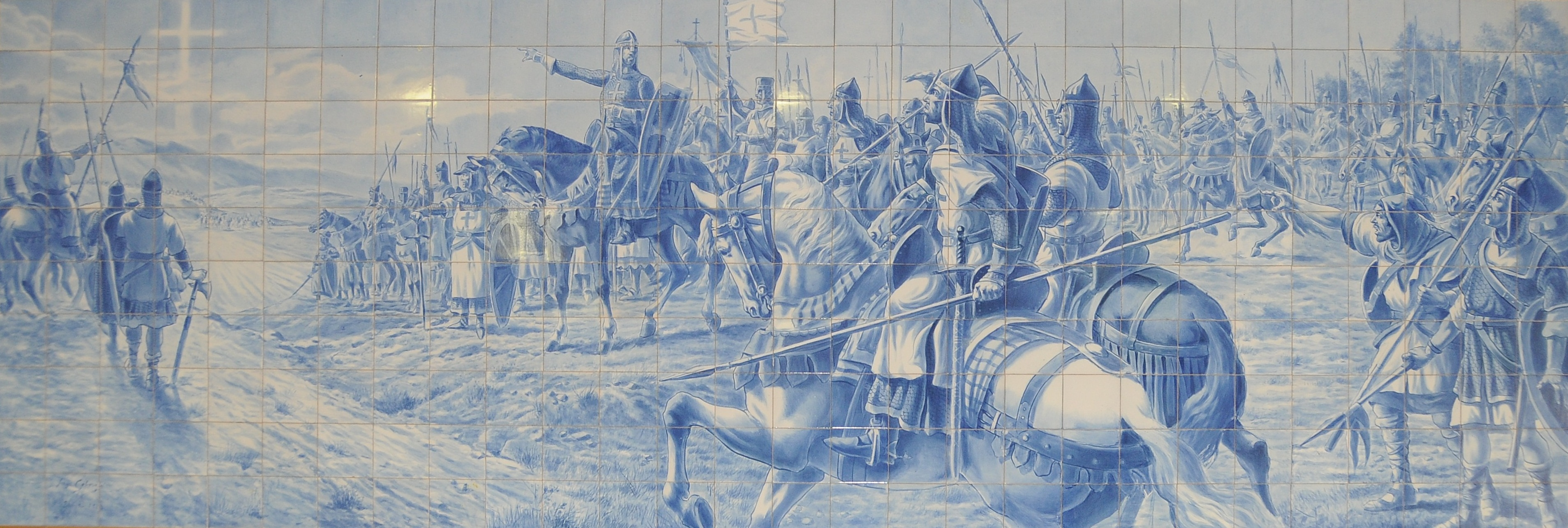
D. Afonso Henriques na Batalha de Ourique.
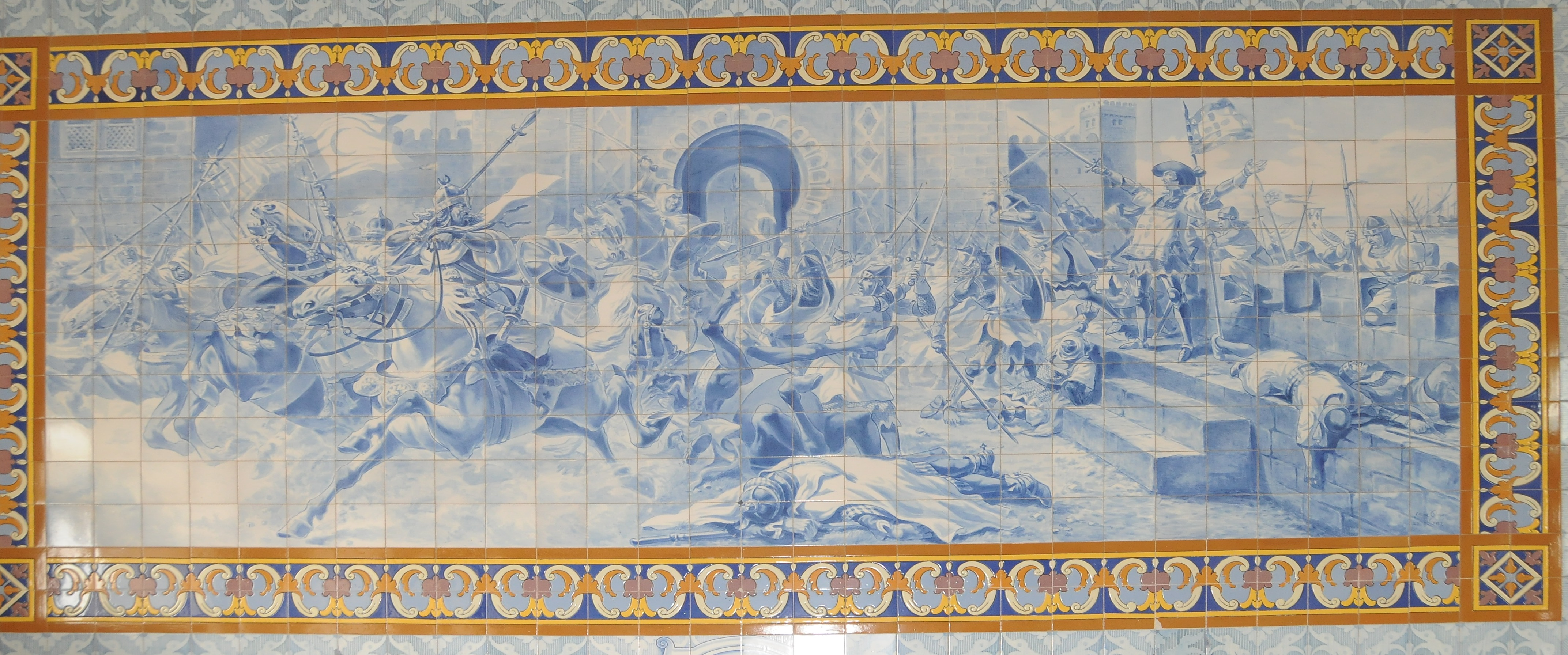
Infante D. Henrique na Conquista de Ceuta em 1415.
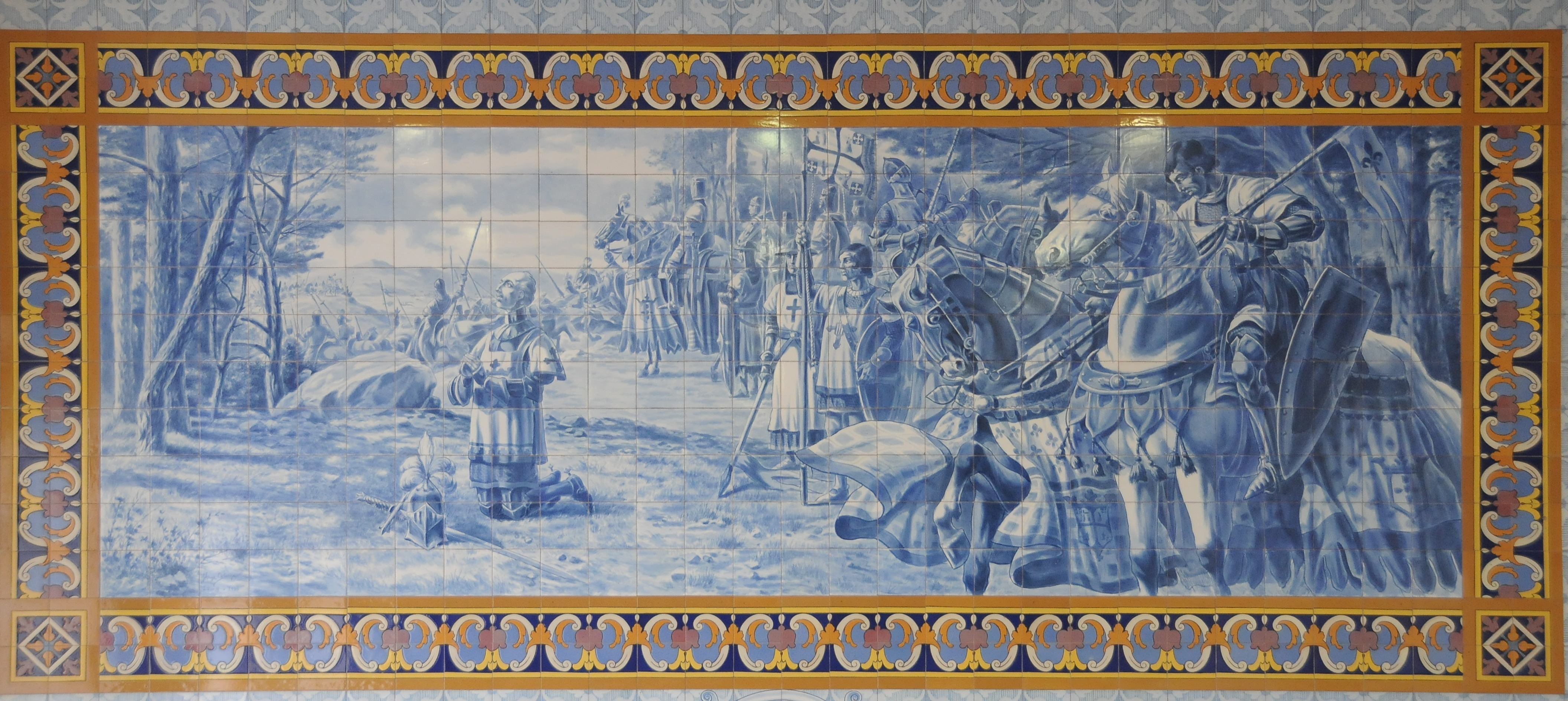
Nuno Álvares Pereira a rezar antes da Batalha de Aljubarrota.

## Personalidades da ditadura

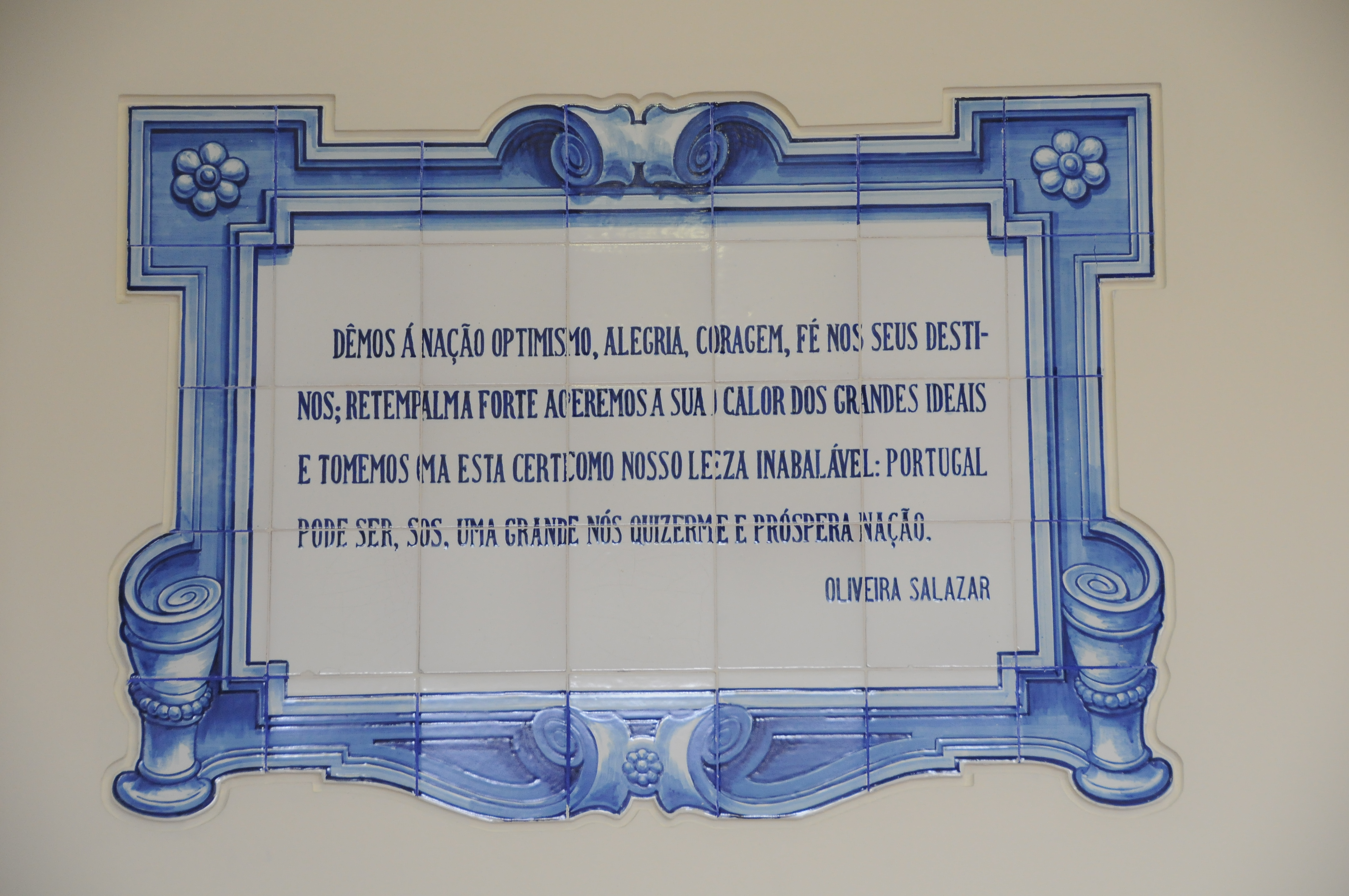
Frase de Salazar, 1932,: "Dêmos à nação optimismo, alegria, coragem, fé nos seus destinos; retemperemos a sua alma forte ao calor dos grandes ideais e tomemos como nosso lema esta certeza inabalável: Portugal pode ser, se nós quisermos, uma grande e próspera nação."